# 1105 w polityce

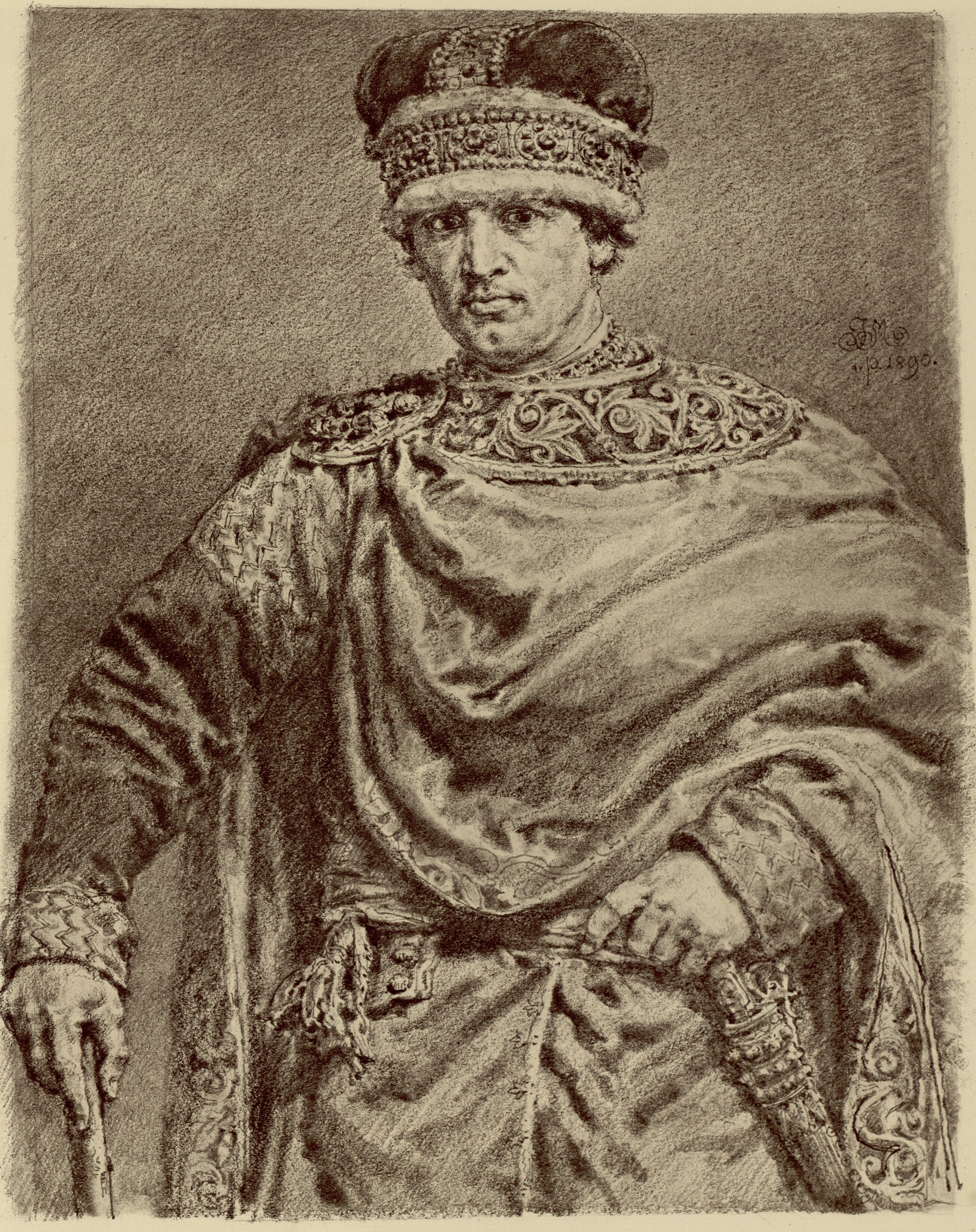
Władysław II Wygnaniec

Wydarzenia polityczne w 1105 roku.

## Wydarzenia
- Henryk IV Salicki abdykował na rzecz syna Henryka V[1].
- Bolesław III Krzywousty zawarł sojusz z Kolomanem I, królem Węgier[2][3].

## Urodzili się
- Władysław II Wygnaniec, książę z dynastii Piastów[4].